# Arctosa liujiapingensis
Arctosa liujiapingensis este o specie de păianjeni din genul Arctosa, familia Lycosidae, descrisă de Yin et al., 1997. Conform Catalogue of Life specia Arctosa liujiapingensis nu are subspecii cunoscute.